# Liste der Straßen im Burgenland
Die Liste der Straßen im Burgenland gibt eine Übersicht über die Straßen im österreichischen Bundesland Burgenland, auf Basis des Amtes der Burgenländischen Landesregierung.
Mit Ausnahme der Autobahnen und Schnellstraßen stehen sämtliche hier aufgelistete Straßen im Eigentum und in der Betreuung des Landes Burgenland.

## Autobahnen
| Bezeich- nung | Name             | von – nach / Verlauf                                                                                        | Länge in km |
| ------------- | ---------------- | --- | ----------- |
| A2            | Süd Autobahn     | ca. km 95 – km 109                                                                                          | 14,38       |
| A3            | Südost Autobahn  | ca. km 26 – Einmündung S 31                                                                                 | 12,79       |
| A4            | Ost Autobahn     | Landesgrenze bei Bruck an der Leitha – Staatsgrenze zu Ungarn                                               | 29,91       |
| A6            | Nordost Autobahn | Knoten Bruckneudorf A4 – Landesgrenze bei Potzneusiedl Landesgrenze bei Kittsee – Staatsgrenze zur Slowakei | 14,32       |

## Schnellstraßen
| Bezeich- nung | Name                        | von – nach / Verlauf                               | Länge in km |
| ------------- | --------------------------- | -------------------------------------------------- | ----------- |
| S4            | Mattersburger Schnellstraße | Landesgrenze bei Neudörfl – Knoten Mattersburg S31 | 11,91       |
| S31           | Burgenland Schnellstraße    | Eisenstadt-Ost – Oberpullendorf-Süd                | 50,78       |

## Landesstraßen B
Dies sind die ehemaligen Bundesstraßen, die mit Stichtag 1. April 2002 in die Verwaltung der Bundesländer übertragen wurden. Der Begriff „Bundesstraße B“ für diese Straßen entfiel damit im Bundesstraßengesetz (BStG) 1971.
| Bezeich- nung | Name                                      | von – nach / Verlauf                                          | Länge in km |
| ------------- | ----------------------------------------- | ------------------------------------------------------------- | ----------- |
| B10           | Budapester Straße                         | Landesgrenze bei Bruck an der Leitha – Staatsgrenze zu Ungarn | 31,11       |
| B15           | Mannersdorfer Straße                      |                                                               | 4,70        |
| B16           | Ödenburger Straße                         |                                                               | 23,42       |
| B50           | Burgenland Straße                         |                                                               | 150,001     |
| B50b          | Eisenstädter Ast                          |                                                               | 0,152       |
| B50c          | Mattersburger Ast                         |                                                               | 0,121       |
| B51           | Neusiedler Straße                         |                                                               | 37,22       |
| B52           | Ruster Straße                             |                                                               | 19,61       |
| B53           | Pöttschinger Straße                       |                                                               | 12,20       |
| B54           | Wechsel Straße                            |                                                               | 0,27        |
| B55           | Kirchschlager Straße                      |                                                               | 20,70       |
| B56           | Geschriebenstein Straße                   |                                                               | 64,40       |
| B56a          | Zubringer zum Grenzübergang Heiligenbrunn |                                                               | 1,36        |
| B57           | Güssinger Straße                          |                                                               | 61,34       |
| B57a          | Stegersbacher Straße                      |                                                               | 16,52       |
| B57b          | Stegersbacher Ast                         |                                                               | 0,165       |
| B58           | Doiber Straße                             |                                                               | 11,83       |
| B59           | Eisenstädter Straße                       |                                                               | 5,22        |
| B61           | Günser Straße                             |                                                               | 12,96       |
| B61a          | Pullendorfer Straße                       |                                                               | 9,881       |
| B62           | Deutschkreutzer Straße                    |                                                               | 19,59       |
| B63           | Steinamangerer Straße                     |                                                               | 37,23       |
| B63a          | Oberwarter Straße                         |                                                               | 5,54        |
| B65           | Gleisdorfer Straße                        |                                                               | 15,90       |

## Landesstraßen 1. Ordnung
| Bezeich- nung | Name                         | von – nach / Verlauf | Länge in km |
| ------------- | ---------------------------- | -------------------- | ----------- |
| L102          | Pöttschinger Straße          |                      | 8,08        |
| L103          | Kobersdorfer Straße          |                      | 6,18        |
| L104          | Kaltenecker Straße           |                      | 5,62        |
| –L104B        | Parkplatz Kaltenecker Straße |                      | 0,14        |
| L105          | Schlaininger Straße          |                      | 15,85       |
| L106          | Großpetersdorfer Straße      |                      | 19,27       |
| L107          | Burgauer Ast                 |                      | 0,07        |
| L108          | Eltendorfer Straße           |                      | 18,52       |
| L112          | Zemendorfer Straße           |                      | 5,78        |
| L113          | Müllendorfer Ast             |                      | 1,00        |
| L114          | Zubringer Müllendorf Straße  |                      | 2,08        |
| L116          | Mogersdorfer Straße          |                      | 11,73       |
| L118          | Sulzer Straße                |                      | 10,46       |

## Landesstraßen 2. Ordnung
| Bezeich- nung | Name                          | von – nach / Verlauf | Länge in km |
| ------------- | ----------------------------- | -------------------- | ----------- |
| L201          | Edelstaler Straße             |                      | 2,49        |
| L202          | Deutsch Jahrndorfer Straße    |                      | 13,30       |
| L203          | Zurndorfer Straße             |                      | 8,00        |
| L204          | Potzneusiedler Straße         |                      | 3,46        |
| L205          | See Straße                    |                      | 30,68       |
| L206          | Andauer Straße                |                      | 11,06       |
| L207          | Tadtener Straße               |                      | 5,87        |
| L208          | Kittseer Straße               |                      | 2,39        |
| L209          | Oggauer Straße                |                      | 8,66        |
| L210          | St. Margarethener Straße      |                      | 10,64       |
| L211          | Halbturner Straße             |                      | 5,79        |
| L212          | Draßburger Straße             |                      | 10,89       |
| L213          | Lorettoer Straße              |                      | 16,51       |
| L214          | Stotzinger Ast                |                      | 0,80        |
| L215          | Hornsteiner Straße            |                      | 2,00        |
| L216          | Neufelder Straße              |                      | 6,08        |
| L217          | Steinbrunner Straße           |                      | 4,65        |
| L218          | Hirmer Straße                 |                      | 5,18        |
| L219          | Mattersburger Straße          |                      | 11,60       |
| L220          | Sauerbrunner Straße           |                      | 4,61        |
| L221          | Wiesener Straße               |                      | 8,02        |
| L222          | Wiesener Ast                  |                      | 3,11        |
| L223          | Rosalia Straße                |                      | 15,90       |
| L224          | Schattendorfer Straße         |                      | 13,93       |
| L225          | Lutzmannsburger Straße        |                      | 10,03       |
| L226          | Ritzinger Straße              |                      | 4,61        |
| L227          | Raidinger Straße              |                      | 9,27        |
| L228          | Nikitscher Straße             |                      | 18,68       |
| L229          | Großwarasdorfer Straße        |                      | 11,97       |
| L230          | Rabnitztaler Straße           |                      | 12,65       |
| L231          | Frankenauer Straße            |                      | 6,08        |
| L232          | Landseer Straße               |                      | 10,85       |
| –L232B        | Parkplatz Neudorf Straße      |                      | 0,06        |
| L233          | Draßmarkter Straße            |                      | 10,61       |
| L234          | Hochstraßer Straße            |                      | 2,07        |
| L235          | Pinkafelder Straße            |                      | 9,96        |
| L236          | Schützener Straße             |                      | 2,61        |
| L237          | Jormannsdorfer Straße         |                      | 1,85        |
| L238          | Grafenschachener Straße       |                      | 9,31        |
| L239          | Allhauer Straße               |                      | 9,23        |
| L240          | Oberwarter Straße             |                      | 6,76        |
| L241          | Neumarkter Straße             |                      | 12,89       |
| L242          | Poschendorfer Ast             |                      | 2,64        |
| L244          | Hannersdorfer Straße          |                      | 7,50        |
| L245          | Langentaler Straße            |                      | 7,30        |
| L246          | St. Kathreiner Straße         |                      | 6,72        |
| L247          | Moschendorfer Ast             |                      | 1,54        |
| L248          | Heiligenbrunner Straße        |                      | 4,00        |
| L249          | Luisinger Straße              |                      | 5,45        |
| –L249a        | Luisinger Ast                 |                      | 0,55        |
| L250          | Neusiedler Straße             |                      | 9,59        |
| L251          | Rohrer Straße                 |                      | 7,40        |
| L253          | Jennersdorfer Straße          |                      | 2,48        |
| L254          | Lindgrabener Straße           |                      | 1,91        |
| L255          | St. Martiner Straße           |                      | 5,66        |
| L256          | Kalcher Straße                |                      | 11,68       |
| L257          | Joiser Ast                    |                      | 2,53        |
| L258          | Neufelder Ast                 |                      | 3,24        |
| L260          | Kleinwarasdorfer Straße       |                      | 8,13        |
| L261          | Engerauer Straße              |                      | 1,85        |
| L262          | Allhauer Ast                  |                      | 4,68        |
| L263          | Mariasdorfer Straße           |                      | 3,52        |
| L264          | Riedlingsdorfer Straße        |                      | 3,28        |
| L265          | Wulkaprodersdorfer Straße     |                      | 1,53        |
| L266          | Antauer Straße                |                      | 0,72        |
| L267          | Alte Nordsüd Straße           |                      | 5,75        |
| L268          | Doiber-Welten Straße          |                      | 4,33        |
| L269          | Spitalzufahrt Oberwart Straße |                      | 2,74        |
| L270          | Eberauer Ast                  |                      | 0,88        |
| L271          | Klingenbacher Straße          |                      | 2,48        |
| L272          | Großpetersdorfer Ortsstraße   |                      | 4,24        |

## Landesstraßen 3. Ordnung
| Bezeich- nung | Name                                   | Länge in km |
| ------------- | -------------------------------------- | ----------- |
| L301          | Edelstaler Straße                      | 2,70        |
| L302          | Potzneusiedler Straße                  | 3,41        |
| L303          | Mönchhofer Straße                      | 11,13       |
| L304          | Podersdorfer Straße                    | 7,62        |
| L305          | Seezufahrt Podersdorf                  | 0,65        |
| L306          | Frauenkirchener Straße                 | 5,46        |
| L307          | Albrechtsfelder Straße                 | 11,74       |
| L308          | Seezufahrt St. Andrä                   | 2,55        |
| L309          | Seezufahrt Neusiedl                    | 1,71        |
| L310          | Seezufahrt Weiden                      | 1,46        |
| L311          | Kaisersteinbrucher Straße              | 9,34        |
| –L311a        | Kaisersteinbrucher Ast                 | 0,07        |
| L312          | Purbacher Straße                       | 1,26        |
| L313          | Osliper Straße                         | 3,16        |
| L314          | Seezufahrt Oggau                       | 1,84        |
| L315          | Seezufahrt Rust                        | 1,71        |
| L316          | Seezufahrt Mörbisch                    | 2,06        |
| L317          | St. Georgener Straße                   | 1,86        |
| L318          | Leithaprodersdorfer Straße             | 7,19        |
| L319          | Wimpassinger Straße                    | 2,09        |
| L320          | Müllendorfer Ortsstraße                | 0,54        |
| L321          | Seezufahrt Neufeld                     | 4,83        |
| L322          | Zillingdorfer Straße                   | 2,06        |
| L323          | Seezufahrt Steinbrunn                  | 2,93        |
| L324          | Zillingtaler Straße                    | 6,78        |
| L325          | Zagersdorfer Straße                    | 4,22        |
| L326          | Sauerbrunner Ortsstraße                | 1,28        |
| L327          | Forchtensteiner Straße                 | 3,84        |
| L328          | Forchtensteiner Berghäuser             | 3,72        |
| L329          | Sieggrabener Straße                    | 1,99        |
| L330          | Lindgrabener Straße                    | 2,25        |
| L331          | Weingrabener Straße                    | 8,05        |
| L332          | Steinberger Straße                     | 15,48       |
| L333          | Steinberger Ast                        | 0,44        |
| L334          | Lackendorfer Straße                    | 6,16        |
| L335          | Neckenmarkter Straße                   | 1,67        |
| L336          | Unterfrauenhaider Straße               | 7,18        |
| L337          | Raidinger Ast                          | 3,40        |
| L338          | Haschendorfer Straße                   | 1,02        |
| L339          | Oberpullendorfer Straße                | 0,25        |
| L340          | Mitterpullendorfer Straße              | 1,54        |
| L341          | Nebersdorfer Straße                    | 6,80        |
| L342          | Großmutschener Straße                  | 1,97        |
| L343          | Klostermarienberger Straße             | 2,73        |
| L344          | Rattersdorfer Straße                   | 0,54        |
| L345          | Redschlager Straße                     | 8,36        |
| L346          | Kogler Straße                          | 3,91        |
| L347          | Salmannsdorfer Straße                  | 4,73        |
| L348          | Gerisdorfer Straße                     | 0,58        |
| L349          | Glashüttener Straße                    | 5,70        |
| L350          | Stubener Straße                        | 8,89        |
| L351          | Tauchener Straße                       | 6,47        |
| L352          | Dreihüttener Straße                    | 2,80        |
| L353          | Aschauer Straße                        | 8,73        |
| L354          | Schmiedraiter Straße                   | 2,14        |
| L355          | Tauchener Ast                          | 1,37        |
| L356          | Wiesflecker Straße                     | 11,89       |
| L357          | Schönherrner Straße                    | 1,99        |
| L358          | Hocharter Straße                       | 3,27        |
| L359          | Kroisegger Straße                      | 3,46        |
| L360          | Buchschachener Straße                  | 6,04        |
| L361          | Goberlinger Straße                     | 13,36       |
| L362          | Entlastungsstraße Heiligenkreuz        | 1,66        |
| L363          | Glashüttener Ast                       | 3,58        |
| L364          | Holzschlager Straße                    | 4,02        |
| L365          | Schlaininger Ast                       | 0,66        |
| L366          | Grodnauer Straße                       | 1,48        |
| L367          | Bergwerker Straße                      | 2,66        |
| L368          | Rauhriegler Straße                     | 3,77        |
| L369          | Althodiser Straße                      | 7,58        |
| L370          | Mönchmeierhof Straße                   | 2,17        |
| L371          | Oberpodgoria Straße                    | 1,99        |
| L372          | Lungenheilanstalt Zufahrtsstraße       | 0,53        |
| –L372a        | Zufahrt Lungenheilanstalt, Ast zur B56 | 0,08        |
| L373          | Podler Straße                          | 4,84        |
| L374          | Zuberbacher Straße                     | 4,85        |
| L375          | Dürnbacher Straße                      | 4,00        |
| L376          | Drumlinger Straße                      | 4,21        |
| L377          | Sigeter Straße                         | 7,12        |
| L378          | Wolfauer Straße                        | 14,65       |
| L379          | Wörterberger Straße                    | 1,74        |
| L380          | Hackerberger Straße                    | 6,67        |
| L381          | Neudauberger Straße                    | 5,76        |
| L382          | Mischendorfer Straße                   | 16,53       |
| L383          | Rotenturmer Straße                     | 1,12        |
| L384          | Jabinger Straße                        | 1,61        |
| L385          | Neuhauser Straße                       | 10,50       |
| L386          | Stegersbacher Straße                   | 15,53       |
| L387          | Neuberger Straße                       | 12,21       |
| L388          | Güttenbacher Straße                    | 5,07        |
| L389          | Woppendorfer Straße                    | 6,03        |
| L390          | Badersdorfer Straße                    | 3,14        |
| L391          | Eisenberger Straße                     | 4,69        |
| L392          | Burger Straße                          | 1,44        |
| L393          | Harmischer Straße                      | 3,22        |
| L394          | Steinfurter Straße                     | 12,15       |
| L395          | Bildeiner Straße                       | 7,24        |
| L397          | Maria Weinberger Straße                | 1,64        |
| L398          | Punitzer Straße                        | 11,54       |
| L399          | Punitzer Ast                           | 0,85        |
| L400          | Glasinger Straße                       | 7,92        |
| L401          | Großmürbischer Straße                  | 12,40       |
| L402          | Inzenhofer Straße                      | 4,12        |
| L403          | Tschanigrabener Straße                 | 2,23        |
| L404          | Bielinger Straße                       | 2,67        |
| L405          | Bocksdorfer Straße                     | 10,34       |
| L406          | Limbacher Straße                       | 10,65       |
| L407          | Zahlinger Straße                       | 0,66        |
| L408          | Schallendorfer Straße                  | 1,99        |
| L409          | Gamischdorfer Straße                   | 2,63        |
| L410          | Tudersdorfer Straße                    | 2,65        |
| L411          | Tschantschendorfer Straße              | 0,47        |
| –L411a        | Tschantschendorfer Ast                 | 0,54        |
| L412          | Hasendorfer Straße                     | 3,12        |
| L413          | Steingrabener Straße                   | 1,78        |
| L414          | Königsdorfer Straße                    | 1,77        |
| L415          | Gillersdorfer Straße                   | 1,47        |
| L416          | Rosendorfer Straße                     | 10,45       |
| L417          | Maria Bilder Straße                    | 5,10        |
| L418          | Hartegger Straße                       | 3,85        |
| L419          | Oberdrosener Straße                    | 10,13       |
| L420          | Mühlgrabener Straße                    | 3,11        |
| L421          | Bonisdorfer Straße                     | 1,40        |
| –L421a        | Bonisdorfer Ast                        | 0,26        |
| L422          | Krottendorfer Straße                   | 0,46        |
| L423          | Grieselsteiner Straße                  | 2,75        |
| L424          | Sulzriegler Straße                     | 2,88        |
| –L424a        | Bad Tatzmannsdorfer Ast                | 0,55        |
| L425          | Alte Rabnitztaler Bundesstraße         | 1,89        |
| L426          | Neumarkter Ast                         | 1,87        |
| L427          | Rumpersdorfer Straße                   | 1,82        |
| L428          | Seezufahrt Illmitz                     | 4,59        |
| L429          | Zufahrt Biologische Station            | 1,17        |
| L430          | Entlastungsstraße Deutschkreutz        | 1,64        |
| L431          | Seezufahrt Breitenbrunn                | 3,42        |

## Eisenbahnzufahrten
| Bezeich- nung | Name                                    | Länge in km |
| ------------- | --------------------------------------- | ----------- |
| L608          | Eisenbahnzufahrt Zurndorf               | 0,74        |
| L616          | Eisenbahnzufahrt Schützen am Gebirge    | 0,06        |
| L619          | Eisenbahnzufahrt Donnerskirchen         | 0,07        |
| L624          | Eisenbahnzufahrt Neudörfl               | 0,04        |
| L625          | Eisenbahnzufahrt Mattersburg            | 0,22        |
| L626          | Eisenbahnzufahrt Deutschkreutz          | 0,09        |
| L627          | Eisenbahnzufahrt Neckenmarkt-Horitschon | 0,17        |
| L628          | Eisenbahnzufahrt Lackendorf-Raiding     | 0,09        |
| L632          | Eisenbahnzufahrt Oberloisdorf           | 0,35        |

## Privatstraßen
| Bezeich- nung | Name                      | Länge in km |
| ------------- | ------------------------- | ----------- |
| P455          | Baumgartner Straße        | 3,62        |
| P456          | Weppersdorfer Straße      | 2,08        |
| P457          | St. Martiner Straße       | 0,25        |
| P458          | St. Martiner Ast          | 0,68        |
| P470          | Burger Straße             | 1,80        |
| P471          | Burgauberger Straße       | 1,20        |
| P474          | St. Michaeler Straße      | 0,52        |
| P475          | Wiederberger Straße       | 7,29        |
| P477          | Wollingermühler Straße    | 2,18        |
| P70           | Nickelsdorfer Straße      | 1,84        |
| P71           | Grenzübergang Nickelsdorf | 1,34        |